# 角谷登志雄
角谷 登志雄（すみや としお、1925年7月5日-2005年）は、日本の経営学者。学位は、経営学博士（立命館大学・論文博士・1981年)（学位論文「科学としての経営学 変革期におけるその課題と方法」）。立命館大学名誉教授。

## 略歴
愛知県出身。1951年愛知大学法経学部卒、1954年同研究科修了。1981年「科学としての経営学 変革期におけるその課題と方法」で立命館大学より経営学博士の学位を取得。中部電力勤務、愛知大学助教授、立命館大学経営学部教授、同学部長、1991年定年退職、名誉教授、名古屋経済大学教授。2001年退任。マルクス主義の立場から経営学を研究した。

## 著書
- 『経営経済学の基礎 労務管理批判』ミネルヴァ書房 経営経済学選書 1968
- 『労働と管理の経済理論』青木書店 1969
- 『現代帝国主義と企業 資本主義企業の生成・発展・消滅』汐文社 1973
- 『現代の商業と変革』ミネルヴァ書房 流通経済学選書 1976
- 『科学としての経営学 変革期におけるその課題と方法』青木書店 1979
- 『日本経済と六大企業集団 現代日本資本主義の支配構造』新評論 1982
- 『戦後日本の企業経営 「日本的経営」とその転機』中央経済社 1983
- 『経営学入門』青木書店 1984
- 『国家と企業 危機の時代と科学的社会主義』ミネルヴァ書房 1984
- 『現代の組織と管理 企業と個人の基本問題』同文館出版 1986
- 『「国際化」時代の日本企業 現代経済の構造とその再編成』千倉書房 1989
- 『日本株式会社』新日本出版社・新日本新書　1992
- 『現代経営学』青木書店 1995
- 『大競争時代の流通・消費と経営 21世紀への展望と課題』青山社 1997

### 共編著
- 『転換期の企業労務』高堂俊弥共編 ミネルヴァ書房 1977
- 『マルクス主義経営学論争 その戦後史と課題』編 有斐閣 立命館大学人文科学研究所研究叢書 1977
- 『危機の時代と管理』山下高之共編 法律文化社 1981
- 『企業経営と民主的変革』牟礼早苗共編著 ミネルヴァ書房 講座経営経済学 1982
- 『現代の労働と管理』編著 汐文社 1985
- 『講座現代日本社会の構造変化 4　現代日本の企業・経営』山下高之,堤矩之共編 有斐閣 1986
- 『激動の世界と企業経営』編著 同文館出版 1992

## 論文
- <角谷登志雄